# Granica chińsko-kazachska
Granica chińsko-kazachska – granica międzypaństwowa dzieląca terytoria Chin i Kazachstanu, ciągnąca się na długości 1533 kilometrów. Przed 1991 biegła tędy granica ze Związkiem Radzieckim.